# Ercheia tenebrosa
Ercheia tenebrosa là một loài bướm đêm trong họ Noctuidae.